# Linea Meitetsu Aeroporto
La Linea Meitetsu Aeroporto (名鉄空港線?, Meitetsu Kūkō-sen) è una ferrovia a scartamento ridotto che collega le stazioni di Tokoname, nella città omonima, nella prefettura di Aichi, in Giappone con quella dell'Aeroporto Internazionale del Chūbu, servente l'omonimo aeroporto internazionale.
Tutti i treni che utilizzano la ferrovia proseguono lungo la linea Tokoname e la linea principale Nagoya fino alla stazione di Nagoya, e a volte vengono prolungati.

## Caratteristiche
La linea, lunga 4,2 km, è interamente a doppio binario elettrificato a 1500 V in corrente continua, con uno scartamento di 1067, come tutta la rete Meitetsu, ed è di fatto una diramazione della linea Meitetsu Tokoname. La velocità massima consentita è di 120 km/h. La ferrovia si distacca in viadotto dalla stazione di Tokoname e prosegue, sempre in viadotto, con una leggera curva nell'area portuale di Tokoname, fino alla stazione di Rinkū-Tokoname. Dopo di essa inizia il percorso su un ponte che attraversa un tratto della baia di Ise fino a raggiungere l'isola artificiale dell'aeroporto, dove è presente la stazione terminale, con due binari tronchi.

## Servizi
Tutti i treni proseguono oltre il capolinea ferroviario di Tokoname e si dirigono alla stazione centrale di Nagoya, e quindi, in certe fasce orarie, proseguono per Gifu o Inuyama.
Il servizio top della linea è il μSKY, servizio espresso limitato che utilizza il treno della serie 2000, ed è soggetto al pagamento di un sovrapprezzo. Questo treno è diretto fra l'aeroporto e Jingū-mae, quindi ferma a Kanayama e Nagoya prima di continuare per Gifu o Inuyama.
Sono disponibili anche altri servizi espressi (per Gifu, diretti o via Inuyama) e locali, fermanti a tutte le stazioni. La frequenza tipica dei treni sulla linea è di uno ogni 10 minuti circa.
Le abbreviazioni sono a fini pratici per la lettura della tabella sottostante:
- L: Locale (普通?, Futsū)
S: Semiespresso (準急?, Junkyū)
E: Espresso (急行?, Kyūkō)
R: Espresso Rapido (快速急行?, Kaisoku Kyūkō)
EL: Espresso Limitato (特急?, Tokkyū)
MU: Espresso Limitato μSKY (ミュースカイ?, Myū Sukai) (espresso per l'Aeroporto Internazionale Chūbu Centrair)

## Stazioni
- Lo schema delle fermate è aggiornato al 27 dicembre 2008

Legenda
●: Tutti i treni fermano
▲: Fermano alcuni treni
｜: I treni passano senza fermarsi
| Stazione                           | Giapponese   | Distanza interst. | Distanza totale | SE | EX | ER | EL | MU | Collegamenti            |
| ---------------------------------- | ------------ | ----------------- | --------------- | -- | -- | -- | -- | -- | ----------------------- |
| Tokoname                           | 常滑         | -                 | 0.0             | ●  | ●  | ●  | ●  | ▲  | Linea Meitetsu Tokoname |
| Rinkū-Tokoname                     | りんくう常滑 | 1.6               | 1.6             | ●  | ●  | ｜ | ｜ | ｜ |                         |
| Aeroporto Internazionale del Chūbu | 中部国際空港 | 2.6               | 4.2             | ●  | ●  | ●  | ●  | ●  |                         |